# Meeme (Wisconsin)
Meeme es un pueblo ubicado en el condado de Manitowoc en el estado estadounidense de Wisconsin. En el Censo de 2010 tenía una población de 1.446 habitantes y una densidad poblacional de 15,39 personas por km².

## Geografía
Meeme se encuentra ubicado en las coordenadas 43°56′00″N 87°51′49″O / 43.93333, -87.86361. Según la Oficina del Censo de los Estados Unidos, Meeme tiene una superficie total de 93.98 km², de la cual 93.54 km² corresponden a tierra firme y (0.47%) 0.44 km² es agua.

## Demografía
Según el censo de 2010, había 1.446 personas residiendo en Meeme. La densidad de población era de 15,39 hab./km². De los 1.446 habitantes, Meeme estaba compuesto por el 98.55% blancos, el 0.41% eran afroamericanos, el 0.14% eran amerindios, el 0.41% eran asiáticos, el 0% eran isleños del Pacífico, el 0.21% eran de otras razas y el 0.28% pertenecían a dos o más razas. Del total de la población el 1.04% eran hispanos o latinos de cualquier raza.